# Torrebesses
Torrebesses är en kommun i Spanien.   Den ligger i provinsen Província de Lleida och regionen Katalonien, i den östra delen av landet, 400 km öster om huvudstaden Madrid. Antalet invånare är 302. Arean är 27,4 kvadratkilometer. Torrebesses gränsar till Alcanó, Granyena de les Garrigues, La Granadella, Llardecáns och Sarroca de Lleida. 
Terrängen i Torrebesses är lite kuperad.